# Туркевич Михайло Михайлович
Миха́йло Миха́йлович Турке́вич (нар. 22 березня 1953, с. Утішків, Львівська область — пом. 3 липня 2003, Сочі) — український радянський альпініст. Заслужений майстер спорту СРСР з альпінізму (1982), майстер спорту міжнародного класу (1982), багаторазовий призер чемпіонатів і першостей СРСР з альпінізму й скелелазіння, багаторазовий організатор експедицій у Гімалаї.

## Біографія
Закінчив Київський топографічний технікум і Київський державний інститут фізичної культури.
З 1973 року зайнявся альпінізмом.
З 1974 року працював у «ПівденНДІдіпрогаз» (Донецьк). Був головою Донецького обласного альпіністського клубу «Донбас», ініціатор будівництва альпіністської бази в Донецькій області.
4 травня 1982 року був учасником першої радянської гімалайської експедиції. У зв'язці із Сергієм Бершовим, вперше в історії нічне підкорення Евересту.
У 1989 році бере участь у гімалайській радянській експедиції — траверс-сходження на всі чотири вершин Канченджанги. 14 квітня 1989 року (в групі з І. Бершовим, В. Пастухом, Хайбуліним) здійснює сходження на Канченджангу Південну (8491м) — першопроходження в рамках підготовки траверсу всього масиву. 1 травня 1989 року (в групі з І. Бершовим) здійснює траверс-першопроходження Канченджанга Ялунг-Канг (Західна) (8505м) — Канченджанга Головна (8586м) — Канченджанга Середня (8478м) — Канченджанга Південна (8491м). Цей траверс був пройдений за один день. За мужність і героїзм при підкоренні Канченджанги Михайло був нагороджений орденом «Дружби народів».
1990 — знову в Гімалаях, цього разу — заступником керівника експедиції «Лхоцзе-90». Завдання експедиції — сходження по неприступній південній стіні Лхоцзе — було виконано двома учасниками експедиції — Бершовим і Каратаєвим. Туркевич разом з Г. Копійкою піднялися на висоту 8250 метрів, для забезпечення підйому товаришів на вершину гори (8516 м).
У 1992 році керував українською експедицією на Еверест по Південно-Західній стіні, піднялися до висоти 8760 метрів.
В останні роки життя працював у МНС Росії. Був заступником начальника Центру підготовки рятувальників МНС Росії, проживав у Москві. Автор програми підготовки рятувальників, якою продовжують користуватися.
Випустив книги: «Поклик далеких вершин» (Донецьк, «Донбас», 1984), «Сходження» (Донецьк, «Донбас», 1987), «Рятувальні роботи» (Видавництво МНС Росії).
Помер 3 липня 2003 року у Сочі. Тіло літаком було доставлено в Москву, де було кремовано.
На скеледромі біля селища Зуївка регулярно навесні й восени донецькими альпіністами й скелелазами проводяться змагання з техніки альпінізму «Пам'яті Михайла Туркевича».

## Сходження
Зробив близько 30 сходжень по маршрутах вищої категорії складності.
- Еверест — 1982 (перше в історії нічне сходження на «восьмитисячник»).
- Лхоцзе — 1990 південна стіна, першосходження.
- Пік Леніна — 1979, 1983.
- Пік Корженевської — 1983, 1986, 1987.
- Пік Комунізму — 7 раз, 1986 — перше зимове сходження
- Пік Перемоги — 1988.
- траверс масиву Перемоги від піка Важа Пшавели до піка Військових Топографів — 1988.
- П'ять сходження на 4 «восьмитисячники» масиву Канченджанга — 1989.
- Друге сходження на Еверест по південно-західній стіні, піднявся до висоти 8760 метрів — 1992.

## Участь у змаганнях
Чемпіонати СРСР по альпінізму
- 1983 — 3 місце — Далар, Цегла
- 1984 — 1 місце — Чатин (по Північній стіні)
- 1985 — 3 місце — Вільна Корея
- 1986 — 1 місце — Ушба (Південна)

## Нагороди
Нагороджений орденом «Трудового Червоного Прапора» (1982), орденом «Дружби народів» (1989).